# سوئیندون
سوئیندون (به انگلیسی: Swindon) شهری در منطقهٔ بیرمنگام کشور انگلستان است که این کشور خود بخشی از بریتانیا محسوب می‌شود. این شهر در سال ۱۹۹۱ میلادی ۱۴۵٫۲۳۶ نفر جمعیت داشته و در سرشماری سال ۲۰۰۱ جمعیت آن به ۱۵۵٫۴۳۲ نفر رسیده‌است. میزان رشد سالانهٔ جمعیت سوئیندون ‎۰٫۱۹ درصد می‌باشد و جمعیت این شهر در سال ۲۰۱۲ به ۱۵۸٫۷۸۸ نفر تغییر یافت.